# التونسية (قناة)
التونسية (بالفرنسية: Ettounsiya TV) هي قناة تلفزيونية خاصة تونسية متنوعة.

## التاريخ
فتح قناة تلفزيونية هي فكرة تغوي المنتج والمخرج سامي الفهري، مساعد رجل الأعمال وأخ زوجة رئيس الجمهورية بلحسن الطرابلسي منذ 2009. احتارا الإثنان حول تسمية القناة، إما قناة عليسا أو قناة قرطاج.

لكن بعد الثورة التونسية في 2011، وبعد هروب بلحسن الطرابلسي خارج البلاد، قرر سامي الفهري إطلاق قناته الخاصة تحت اسم التونسية. تم إطلاقها في 16 مارس 2011.

بدأت القناة ببث برامج مثل عندي ما نقلك، الذي كان سابقا يبث على قناة تونس 7. بعد ذلك أنشأ الفهري برنامج اللوجيك السياسي، التي كانت تبث تحت اسم قداشنا لوجيك  تحت حكم الرئيس زين العابدين بن علي ولكن أنذاك كانت السياسة ممنوعة. تم إنشاء أيضا برنامج لاباس.

في 6 يوليو 2013، رجل الأعمال سليم الرياحي أصبح مالك ذبذبات القناة، وأعلن انتهاء العلاقة مع شركة كاكتوس للإنتاج. قطع البث وأعلن أنه سيطلق باقة من ثلاث قنوات.

في نفس الوقت، الطاهر بن حسين، مال قناة الحوار التونسي، اقترح أن تبث برامج قناة التونسية على قناته الخاصة.

الهيئة العليا المستقلة للاتصال السمعي البصري رفضت بث قناة التونسية، ولذلك سامي الفهري، منتج أغلب برامج القناة، بدأ بث برامجه على قناة الحوار التونسي منذ 28 سبتمبر 2014. وبذلك أوقفت قناة التونسية رسميا ونهائيا كقناة مستقلة.

## المالكين
مملوكة للشركة الأمريكية رانمبو ميديا تونس (Rainbow Media Tunisia LLC) وهي فرع من شركة رانمبو القابضة (Rainbow Holding Company LLC) التي مقرها في نيوارك (ديلاوير)، اشتراها رجل الأعمال سليم الرياحي في ربيع 2013، ولكن بقي فقط مالك الذبذبات. باسكال بيرون، مدير رانمبو ميديا تونس، أكد أن المالك الوحيد للقناة هي شركته، وأكد أيضا أن الرياحي لم يتصل بمالكها الشرعي، ثم تم إنهاء عقد الإيجار الذبذبات وانتهى بالتعاقد مع شركة في دبي.

من جهته، المذيع في القناة نوفل الورتاني، قال أن شركة كاكتوس للإنتاج لازالت المالكة، هذه الأخيرة تتبعت الرياحي في العدالة بتهمة الاحتيال. هذا الأخير حكم عليه من قبل المحكمة الابتدائية بتونس لدفع غرامة يومية قدرها 5000 دينار للاستخدام الغير قانوني لشعار القناة.

## البرامج
| البرنامج        | المقدم                        | البث                              |
| --------------- | ----------------------------- | --------------------------------- |
| لاباس           | نوفل الورتاني                 | السبت والإربعاء (كل يوم في رمضان) |
| حوار خاص        | وائل التوكابري سفيان بن فرحات | الإثنين                           |
| رفعت الجلسة     | منير بن صالحة                 | الثلاثاء                          |
| عندي ما نقلك    | علاء الشابي                   | الجمعة                            |
| في الصميم       | زهير لطيف                     | الجمعة                            |
| حالة طوارئ      |                               |                                   |
| فصل المقال      | سفيان بن فرحات                | الإربعاء                          |
| ريبورتاج        |                               |                                   |
| اللوجيك السياسي | توفيق العبيدي (دمية)          | الخميس (كل يوم في رمضان)          |
| 24 ساعة         |                               |                                   |
| يوميات مواطن    | سمير بالنور                   | السبت                             |
| التمساح         | وسيم الحريصي                  | كل يوم في رمضان                   |
| التاسعة مساءًا   | معز بن غربية                  | الثلاثاء والجمعة                  |
| كلام النّاس      | نوفل الورتاني                 | الأحد                             |
| صحة شريبتكم     | زهراء بن ميم                  | كل يوم في رمضان 2013              |

## مقالات ذات صلة
- البث التلفزي في تونس

## روابط خارجية
- الموقع الرسمي لقناة التونسية.